# Nya Zeelands Billie Jean King Cup-lag
Nya Zeelands Billie Jean King Cup -lag representerar Nya Zeeland i tennisturneringen Billie Jean King Cup , och kontrolleras av Nya Zeelands tennisförbund.

## Historik
Nya Zeeland deltog första gången 1965. Laget har som längst gått till kvartsfinal, vilket man gjorde 1965 och 1971.